# Would I Lie to You? (Eurythmics-Lied)
Would I Lie to You? ist ein Lied, das vom britischen Popduo Eurythmics geschrieben und aufgeführt wurde. Es wurde am 9. April 1985 als erste Single aus dem vierten Studioalbum der Band, Be Yourself Tonight, veröffentlicht.

## Hintergrund
Would I Lie to You? war das erste Lied des Duos, das seinen Wechsel in der musikalischen Richtung von einem überwiegenden Synthpop-Stil hin zu Rock und Rhythm and Blues zeigte. Das Lied und das dazugehörige Album nutzten eine komplette Begleitband und verließen sich weniger auf elektronische Programmierung. Dave Stewart machte sich daran, einen Song mit einem „Killer-R&B-Riff“ zu schreiben. Er arbeitete eines Morgens beim Frühstück mit seiner Akustikgitarre auf dem Knie daran. Annie Lennox zögerte zunächst, da es nicht zu ihrem Sound passte. Stewart sagte: „Als wir anfingen, es aufzunehmen, hatte das Lied viel Energie und inspirierte Annie zu dem großartigen Text ‚Would I Lie to You‘ und einer Melodie mit sehr merkwürdigen Harmonien als Antwort: ‚Now, would I say something that wasn’t true.‘ Diese Harmonien sind sehr ungewöhnlich und Annie ist ein Genie darin, sie sehr schnell in ihrem Kopf auszuarbeiten. Das Lied begann eine Fusion zwischen Stax-artigem R&B und Eurythmics zu werden.“ Der Text des Lieds handelt von der Protagonistin, die einen untreuen Liebhaber konfrontiert, als sie ihn für immer verlässt.

## Musikvideo
Dieser Inhalt wurde im Musikvideo zur Single vermittelt, in dem der Schauspieler Steven Bauer die Rolle des Freundes spielte. Das Video wurde von Mary Lambert gedreht und häufig auf MTV gezeigt. Die Fotos auf der Vorder- und Rückseite sowie das Coverbild des Albums Be Yourself Tonight sind Screenshots aus dem Musikvideo.

## Rezeption
Would I Lie to You? ist einer der bekanntesten Songs von Eurythmics und setzte die Hit-Single-Serie der Band fort. In Großbritannien erreichte der Song Platz 17, während er auf Platz 5 der US-Billboard Hot 100 kam und damit ihr dritter und letzter Top-10-Hit in den USA wurde. Darüber hinaus ist es der größte Hit des Duos in Australien, wo es zwei Wochen lang an der Spitze des Kent Music Report stand. 
Der Song diente als Eröffnungsthema der kanadischen Fernsehserie Border Security: Canada’s Front Line. 
Spin nannte es „einen Ansturm von Kinks-artigen Powerchords, Stax-Bläsersektionen und frenetischen Dschungeltrommeln, wobei Lennox’ Gesang mühelos auf dieser Stampede reitet. Die Kraft der Gesangspassagen ist so konzentriert, dass man befürchtet, etwas müsse nachgeben; Gläser müssten zerspringen.“ Cash Box sagte, dass die „hart rockende frühe Kinks-Gitarre und ein hämmernder Motown-Drumbeat den Hintergrund für Annie Lennox‘ R&B-Leadgesang bilden.“